# Nuevo León
Pour les articles homonymes, voir León.

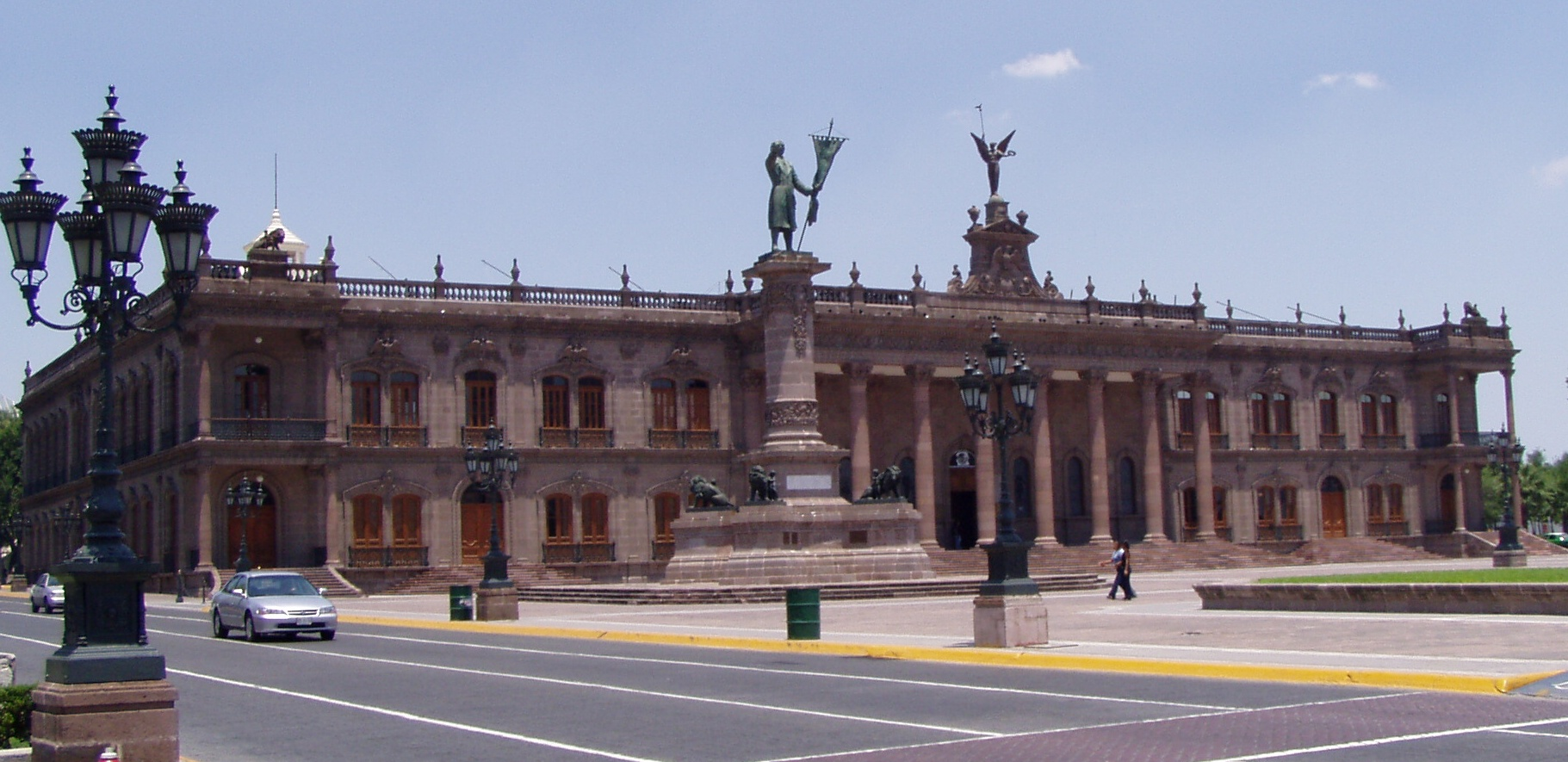
Le palais du gouvernement original (State House) de Nuevo León à Monterrey.

Le Nuevo León (« Nouveau León », en français ; prononcé en espagnol : [ˈnweβo leˈon]), officiellement l'État libre et souverain de Nuevo León (en espagnol : Estado Libre y Soberano de Nuevo León, [esˈtado ˈliβɾe i soβeˈɾano de ˈnweβo leˈon]), est un État du nord-est du Mexique, bordé au nord par le Texas, à l'ouest par le Coahuila, à l'est par l'État de Tamaulipas et au sud par l'État de Zacatecas et l'État de San Luis Potosí. La capitale est Monterrey et sa devise est Semper ascendens (c'est-à-dire « Toujours ascendant » en latin).

## Histoire
Cet État a pour origine la province de Nouvelle-Espagne nommée Nouveau royaume de Léon.

## Sports
| Liste des équipes sportifs de Nuevo León | Liste des équipes sportifs de Nuevo León |
| Nom                                      | Sport                                    |
| ---------------------------------------- | ---------------------------------------- |
| Tigres UANL                              | Football, Football féminin               |
| C.F. Monterrey                           | Football, Football féminin               |
| Sultanes de Monterrey                    | Baseball                                 |
| Fuerza Regia                             | Basketball                               |
| Borregos Salvajes del ITSM               | Football américain                       |
| Auténticos Tigres UANL                   | Football américain                       |
| Fundidores de Monterrey                  | Football américain                       |
| Monterrey Flash                          | Football rapide                          |

## Géographie

### Les municipalités

#### Zone métropolitaine de Monterrey
La zone métropolitaine de Monterrey est la troisième urbanisation la plus peuplée du Mexique, avec plus de 4,1 millions d'habitants. Il est composé de 12 municipalités, étant la deuxième extension territoriale au Mexique :
- Monterrey
- San Nicolás de los Garza
- Apodaca
- García
- General Escobedo
- Guadalupe
- Juárez
- Santa Catarina
- San Pedro Garza García
- Santiago
- Cadereyta Jiménez
- Salinas Victoria

#### Toutes les autres municipalités
- Abasolo
- Agualeguas
- Allende
- Anáhuac
- Aramberri
- Bustamante
- Carmen
- Cerralvo
- China
- Ciénega de Flores
- Doctor Arroyo
- Doctor Coss
- Doctor González
- Galeana
- General Bravo
- General Terán
- General Treviño
- General Zaragoza
- General Zuazua
- Hidalgo
- Higueras
- Hualahuises
- Iturbide
- Lampazos de Naranjo
- Linares
- Los Aldama
- Los Herreras
- Los Ramones
- Marín
- Melchor Ocampo
- Mier y Noriega
- Mina
- Montemorelos
- Parás
- Pesquería
- Rayones
- Sabinas Hidalgo
- Vallecillo
- Villaldama

### Paysages et végétation
Nuevo León est bien connu pour être la ville des montagnes. Les collines plus importantes sont :
- Cerro de la Silla : C’est le principal icone de l’état. Il se dit que la colline a la figure d’une selle (« silla de montar » au l’espagnol). C'est une colline qui peut être vue de presque toute la zone métropolitaine de Monterrey.
- Cerro de las Mitras
- Cerro del Topo Chico
- Cerro el Potosí
- Sierra Madre Orientale : Est une chaîne de montagnes mexicaine qui commence à la frontière entre le Texas et Le Mexique et continue jusqu’à l’État de Puebla.
- Sierra del Fraile

### Climat
Le climat au Nuevo León est extrême avec quelques pluies faibles tombant tout au long de l'année. Le territoire peut être divisé en trois régions : une chaud-sec dans le nord, modéré dans les régions des montagnes et un semi désert dans le sud.[réf. nécessaire] La Sierra Madre orientale a une influence importante dans l'orographie du terrain et forme les plateaux élevés dans Galeana et Doctor Arroyo, les chaînes de montagne de Iguana, Picachos, Papagayos et Santa Clara et les vallées du Pilon, de la Ascención et Río Blanco. Le fleuve San Juan fournit l'eau au barrage de Cuchillo, d'où provient l'eau potable à Monterrey et à sa zone métropolitaine.

### Flore et faune
| Flore et faune |                     |                       |                  |                      |
|                |                     |                       |                  |                      |
| Ours noir      | Puma                | Tamiasciurus          | Renard roux      | Aigle royal          |
|                |                     |                       |                  |                      |
| Dindon sauvage | Crotale cascabelle  | Tayassuidae           | Cerf de Virginie | Didelphis virginiana |
|                |                     |                       |                  |                      |
| Érable argenté | Figuier de Barbarie | Echinocactus grusonii | Cactus rustique  | Pin ponderosa        |